# مارسل بارینگتون
مارسل بارینگتون (انگلیسی: Marcel Barrington؛ زادهٔ ۲۸ اوت ۱۹۹۵) بازیکن فوتبال اهل گویان است.
از باشگاه‌هایی که در آن بازی کرده‌است می‌توان به باشگاه فوتبال نانیتون تاون، باشگاه فوتبال توتینگ اند میتچام یونایتد، باشگاه فوتبال بیشاپس استورتفورد، باشگاه فوتبال هارو بورو، و باشگاه فوتبال والتون کژوالس اشاره کرد.
وی همچنین در تیم ملی فوتبال گویان بازی کرده‌است.